# تشارلز جيمس ماكدونل
تشارلز جيمس ماكدونل (بالإنجليزية: Charles James McDonnell)‏ هو كاهن كاثوليكي أمريكي، ولد في 1 يوليو 1928 في كوينز في الولايات المتحدة.